# Amado Alonso
Amado Alonso (Lerín, Navarra, 13 de setembre de 1896 — Arlington, Massachusetts, 26 de maig de 1952) fou un poeta i filòleg, conegut per les seves aportacions al corrent crític de l'estilística, amb influències de l'estructuralisme lingüístic. Contribuí a l'apropament de les escoles americana i peninsular sobre els estudis hispànics i publicà un article de referència sobre el nom del castellà o llengua espanyola. Deixeble de Ramón Menéndez Pidal, el gruix de la seva tasca de divulgació es troba a la Revista de Filología Hispánica.

## Vida i obra
Alonso va anar a l'escola a Pamplona i a la Universitat a Madrid (a partir de 1915), on fou deixeble de Ramón Menéndez Pidal. De 1922 a 1923 fou lector a la Universitat de Berlín. El 1927 va defensar la seva tesi doctoral Estructura de las "Sonatas" de Valle-Inclán. Des d'aquest any i fins a 1946 fou el director del Institut de Filologia de la Universitat de Buenos Aires (que després seria anomenat "Instituto de Filología y Literaturas Hispánicas Dr. Amado Alonso"), on fou mestre de María Rosa Lida de Malkiel. Des de 1946 (arran de la pujada al poder de Perón) i fins a la seva mort fou professor de la "càtedra Smith" de la Universitat Harvard. La seva obra De la pronunciación medieval... fou publicada pòstumament a cura de Rafael Lapesa, a qui havia deixat instruccions essent conscient que la seva malaltia (un càncer) li impediria acabar-la.
Alonso va fundar i dirigir la Revista de Filología Hispánica (Buenos Aires, 1939–1946) i la Nueva Revista de Filología Hispánica (Mèxic, 1948–1952). També va ser el traductor del Curs de lingüística general de Ferdinand de Saussure a l'espanyol (Curso de Lingüística General, Buenos Aires 1945), i també traduí Karl Vossler (Filosofía del lenguaje, Madrid 1940, Buenos Aires 2008).
Fou investit doctor honoris causa per la Universitat de Chicago (1941).
La Fundación Amado Alonso es va crear a Lerín el 2001 amb la finalitat de contribuir al coneixement de la vida i obra d'Alonso.

## Obres
- Estructura de las sonatas de Valle-Inclán (1928)
- El problema de la lengua en América (1935)
- Castellano, español, idioma nacional. Historia espiritual de tres nombres (1938)
- Gramática castellana (Primer curso, 1938; Segundo curso, 1939) En col·laboració amb Pedro Henríquez Ureña.
- Poesía y estilo de Pablo Neruda (1940)
- Ensayo sobre la novela histórica: El modernismo (1942)
- Traducció i pròleg del Curso de Lingüística General de F. de Saussure (1945)
- Estudios lingüísticos. Temas españoles (1951)
- Estudios lingüísticos. Temas hispanoamericanos (1953)
- Materia y forma en poesía (1955) (amb pròleg de M. R. Lida de Malkiel)
- De la pronunciación medieval a la moderna en español (1955) (a cura de Rafael Lapesa)